# Lampècia

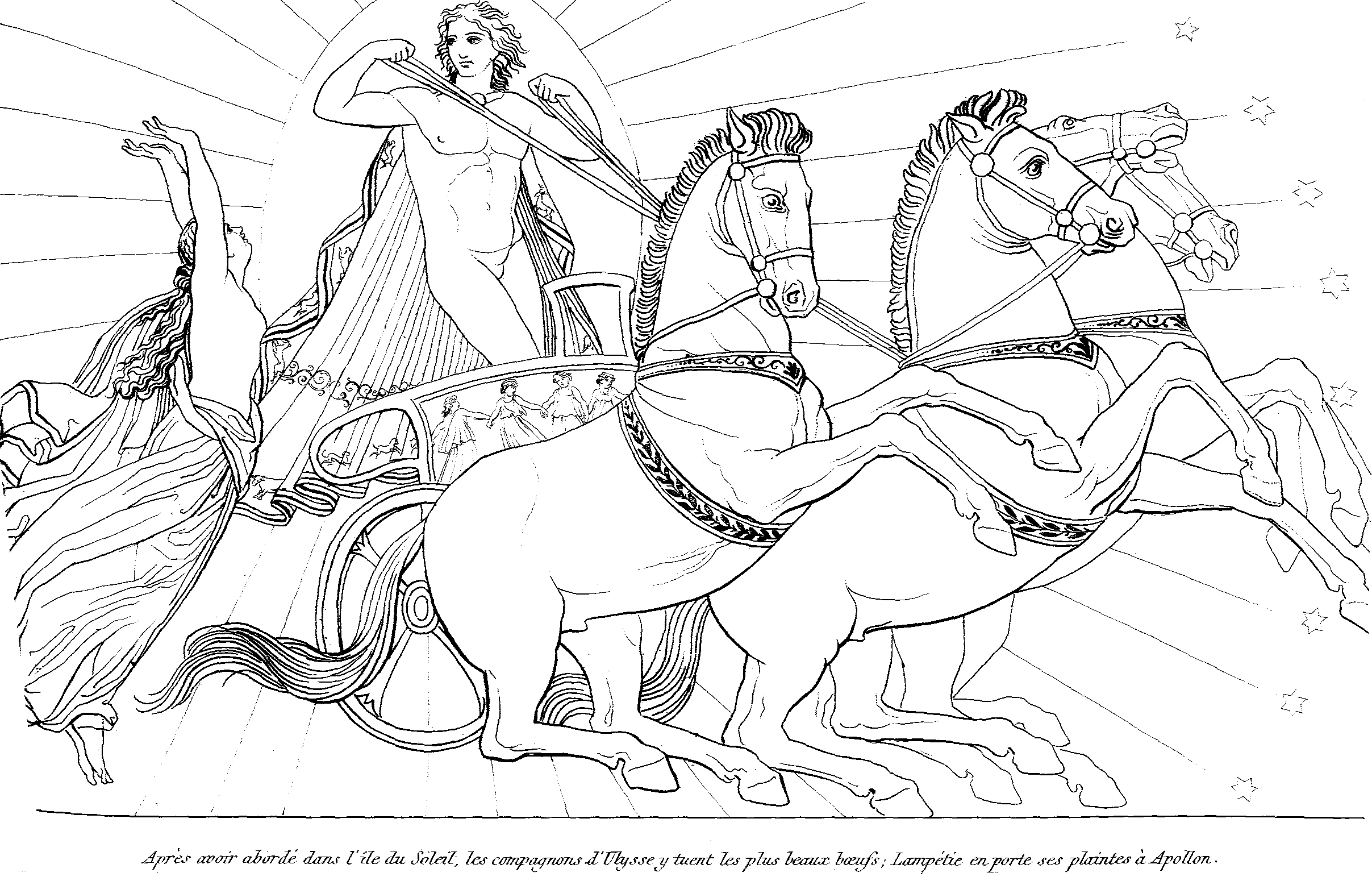
Lampècia i Helios

Lampècia (en grec antic Λαμπετιη Lampetie "brillant"), és, en mitologia grega una filla del Sol. Hèlios havia tingut dues filles amb la nimfa Neera. Lampècia i Faetusa.
Ella i la seva germana vigilaven els ramats del seu pare, a l'illa de Trinàcia, identificada amb Sicília. Odisseu i els seus homes van arribar a l'illa i, contravenint les ordres que l'heroi els havia donat, els mariners van matar les vaques d'Hèlios i se les van menjar. Lampècia va córrer a avisar el seu pare, que va demanar a Zeus que el deixés venjar-se per la mort d'un dels seus ramats. Zeus va enviar un dels seus raigs juntament amb trons i una tempesta a la terra, fent naufragar la nau en la que fugien de l'illa Odisseu i els seus companys. Van ofegar-se tots, excepte Odisseu, que va sobreviure agafat al pal major.
Una tradició la fa esposa d'Asclepi, i mare de Macàon, Podaliri, Iaso, Panacea i Higiea.